# Саньяро
Саньяро (порт. Sanharó) — муниципалитет в Бразилии, входит в штат Пернамбуку. Составная часть мезорегиона Сельскохозяйственный район штата Пернамбуку. Входит в экономико-статистический микрорегион Вали-ду-Ипожука. Население составляет 18 473 человек (2008 год). Занимает площадь 247,5 км². Плотность населения — 68,49 чел./км².
Праздник города — 24 декабря.

## История
Город основан в 1948 году.

## Статистика
- Валовой внутренний продукт на 2004 год составляет 49 733 000 реалов (данные: Бразильский институт географии и статистики).
- Валовой внутренний продукт на душу населения на 2004 год составляет 3048 реалов (данные: Бразильский институт географии и статистики).
- Индекс развития человеческого потенциала на 2000 год составляет 0,592 (данные: Программа развития ООН).